# Somogyi József (labdarúgó, 1946)
Somogyi József, (Nagyszentjános, 1946. augusztus 25. –) válogatott labdarúgó, csatár, edző. Fia Somogyi József szintén válogatott labdarúgó.

## Pályafutása

### A válogatottban
1970 és 1973 között három alkalommal szerepelt a válogatottban. Egyszeres ifjúsági válogatott (1963), hatszoros utánpótlás válogatott (1967–69), egyszeres Budapest válogatott (1972).

## Sikerei, díjai
- Magyar bajnokság
  - 3.: 1967, 1973–74
- Magyar kupa (MNK)
  - győztes: 1966, 1967
- Kupagyőztesek Európa-kupája (KEK)
  - negyeddöntős: 1966–67

## Statisztika

### Mérkőzései a válogatottban
| Magyarország | Magyarország       | Magyarország                   | Magyarország | Magyarország | Magyarország | Magyarország | Magyarország | Magyarország |
| #            | Dátum              | Helyszín                       | Hazai        | Eredmény     | Vendég       | Kiírás       | Gólok        | Esemény      |
| ------------ | ------------------ | ------------------------------ | ------------ | ------------ | ------------ | ------------ | ------------ | ------------ |
| 1.           | 1970. április 12.  | Belgrád, JNA stadion           | Jugoszlávia  | 2 – 2        | Magyarország | barátságos   | -            | 46'          |
| 2.           | 1973. november 21. | Budapest, Népstadion           | Magyarország | 0 – 1        | NDK          | barátságos   | -            |              |
| 3.           | 1974. május 29.    | Székesfehérvár, Sóstói Stadion | Magyarország | 3 – 2        | Jugoszlávia  | barátságos   | -            |              |
|              | Összesen           |                                |              | 3            | mérkőzés     |              | 0            | gól          |